# Luigi Casale
Luigi Casale (Langosco, Itália, 22 de Novembro de 1882 – Vigevano, 1927) foi um químico italiano. Conhecido principalmente pelos seus trabalhos que levaram à criação de um processo industrial de sínteses de amoníaco.

## Biografia
Obteve um diploma em electroquímica e em física na Escola Politécnica de Turim.
Desenvolveu um processo industrial concorrente ao processo Haber-Bosch e, em 1921, estabeleceu na Suiça a sociedade Ammonia Casale S.A.
Em 2009, essa sociedade pertence ao grupo Casale Group.